# Bosporanisches Reich

Ausdehnung des Bosporanischen Reiches

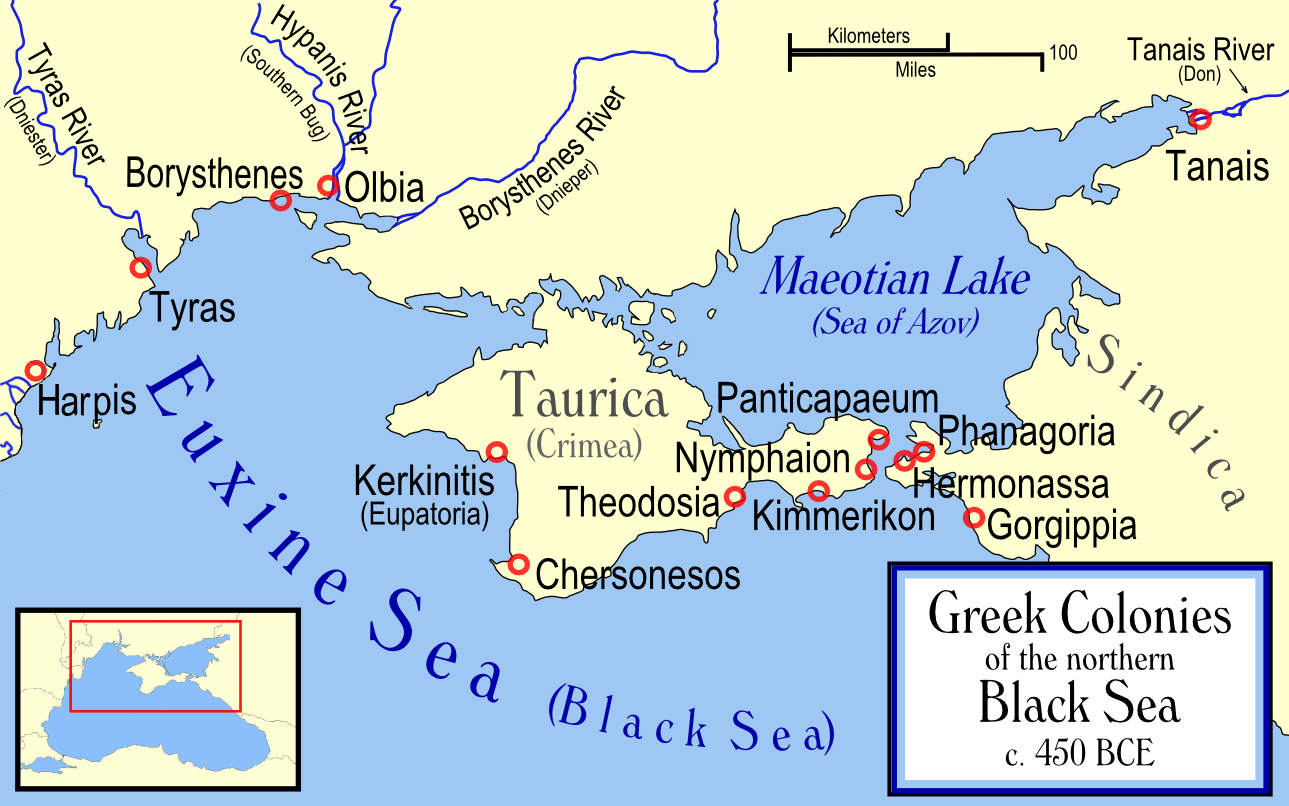
Antike griechische Kolonien an der Nordküste des Schwarzen Meeres

Das Bosporanische Reich (lateinisch Regnum Bospori) war ein antikes hellenistisches Königreich zu beiden Seiten des kimmerischen Bosporus, das sich im 5. Jahrhundert v. Chr. aus den griechischen Kolonien im nördlichen Schwarzmeergebiet und an den Küsten des Asowschen Meeres gebildet hatte.
Nach einer Phase des wirtschaftlichen und damit verbundenen militärischen Niedergangs im 3. Jahrhundert v. Chr. wurde das Reich um 107 v. Chr. vom Königreich Pontos annektiert. Nach der Eingliederung von Pontos in das Römische Reich durch Pompeius wurde das Bosporanische Reich wieder ein eigener Staat, der aber von Rom abhängig war. Im 1. und 2. Jahrhundert n. Chr. erstarkte das Reich unter der Herrschaft einer sarmatischen Dynastie wieder, war allerdings oft Überfällen benachbarter Stämme ausgesetzt. Das Königreich wurde im Rahmen der Völkerwanderung im 4. und 5. Jahrhundert von den Goten und den Hunnen zerschlagen.

## Geschichte

### Entstehung des Reiches und Herrschaft der Archaianaktiden
Den Kern, um den das Bosporanische Reich entstand, bildeten die griechischen Poleis auf beiden Seiten der Straße von Kertsch. Diese hieß im Altertum Kimmerischer Bosporus, im Unterschied zum Thrakischen Bosporus. In den achtziger Jahren des fünften Jahrhunderts v. Chr. wurden diese Poleis durch die Archaianaktiden – ein Adelsgeschlecht, das wahrscheinlich ursprünglich aus Milet oder Mytilene stammte – aus der Stadt Pantikapaion geeinigt. Die Archaianaktiden hatten wahrscheinlich die Machtfunktionen als erbliche Archonten inne, wodurch zumindest die äußeren Kennzeichen eines demokratischen Staatsaufbaus gewahrt blieben. Indem sie nun aber diese Macht vererbten, brachen sie entschieden mit den Traditionen der hellenischen Demokratie und begünstigten das Hinüberwachsen des Staatsaufbaus einer Polis in den einer Monarchie.
Die Einigung, von der auch mehrere einheimische Stämme erfasst wurden, erfolgte auch aus strategischen und wirtschaftlichen Gründen. Nur auf diese Weise konnte dem Vordringen der Barbarenstämme Halt geboten und dem Getreidehandel eine stabile Organisationsform verliehen werden.

### Herrschaft der Spartokiden
Nach dem Sturz der Archaianaktiden im Jahr 438 v. Chr. befand sich das Reich, nach Diodor, unter der Herrschaft der thrakischen Spartokiden, die mehr als dreihundert Jahre regieren sollten. Die Umstände, die zum Dynastiewechsel führten, sind unbekannt. Die Namen des Gründers der Dynastie – Spartokos – und einiger seiner Nachfolger sind thrakisch und bekunden zunehmend das Interesse der Griechen an der Schwarzmeerregion. Dies wird auch durch die zeitweise recht häufige Erwähnung der Städte dokumentiert. Die Spartokiden und besonders Satyros I., Leukon I. (389/8–349/8) sowie sein Sohn Pairisades I. (349/8–311/10) konnten gestützt auf ein zahlreiches Söldnerheer die Grenzen des Reiches noch erweitern.

#### Der Krieg zwischen Sindike, Herakleia Pontike und dem Bosporanischen Reich
Begrenzt war das Bosporanische Reich im Osten von Sindike, dem Land der Sindi, das zwischen dem See Maeotis (Asowsches Meer) und dem Fluss Kuban lag, was wohl in etwa dem Oblast Kuban entspricht. Satyros I., der amtierende König des Reiches, hatte 389 durch Bestechung eines griechischen Beamten die Stadt Phanagoria gewonnen und belagerte nun die Stadt Theodosia, die (unter anderem Namen) vermutlich zu Sindike gehörte.
Er beschuldigte die Königin von Sindike, Tirgatao, sein Reich angegriffen zu haben und dabei seinen Sohn Metrodoros getötet zu haben. Um den Frieden zu wahren, heiratete König Hekataios von Sindike die Tochter von Satyros I. und verstieß seine Frau Tirgatao, eine Prinzessin der Maioten (altgriechisch Maiōtai oder Μαλιῶται Maliōtai) aus Ixomatae (dem Land der Ixones), die er in einem Turm einschloss. Als Satyros I. mit 81 Jahren starb, übernahmen seine Söhne Gorgippos und Leukon I. das Königreich. Inzwischen wurde König Hekataios von seinem Sohn Oktamasades gestürzt, der seine Mutter Tirgatao befreite und sich zum König von Sindike machte. Dabei konnte er sich auf Hilfe aus Herakleia Pontike, von Memnon von Rhodos und die Sarmaten stützen. Memnon war ein spartanischer Söldner und Statthalter von Rhodos, der dem Perserkönig Dareios III. diente. Dieser kam mit 40 Trieren und 200 Hopliten dem Oktamasades zu Hilfe.
Um 380 v. Chr. griff Oktamasades mit dieser Streitmacht die Stadt Labrytai an, die vermutlich ein Vasall Leukons I. geworden war. Dabei kam es zur Schlacht von Labrytai (altgriechisch Μάχη του Λαμπράι), in der Leukon I. die Hauptstadt Sinda (heute Anapa) erobern konnte und Oktamasades in die Steppe vertrieb. Tirgatao entkam nach Ixomatae und heiratete den Nachfolger ihres Vaters, einen unbekannten König der Maioten, der unterhalb des Kuban die Maioten regierte. Ab diesem Zeitpunkt regierte sein Bruder Gorgippos den östlichen Teil des Reiches, benannte Sinda in Gorgippa um und machte es zu seinem Herrschersitz. Dies lässt vermuten, dass Persien seinen Einfluss auf den Nordkaukasus während dieser Zeit an die Griechen verlor, die während dieser Zeit zahlreiche Güter aus diesem Gebiet importierten. Der Athener Demosthenes beschrieb jedoch später die Spartokiden als grausame Tyrannen.
Tirgatao wird mit einer Prinzessin Tirgutawiya von Ixomatae identifiziert, die auf einer luwischsprachigen, stark zerstörten Tafel in Alalach gefunden wurde, was damals persisches Gebiet war.
20 Jahre nach dem Tod seines Vaters belagerte Leukon I. 365 v. Chr. erneut Theodosia, musste jedoch die Belagerung abbrechen und zog sich nach Pantikapaion zurück, nachdem Herakleia Pontike (altgriechisch Ἡράκλεια Ποντική Hērakleia Pontikē in Bithynien, heute Karadeniz Ereğli) seinen Strategen Tynnichos entsandte, um der Stadt zu helfen. Fünf Jahre später, 360 v. Chr., unternahm Leukon I. einen erneuten Versuch, als die Herakleoten abgezogen wurden, weil der Tyrann Klearchos (ca. 364–353 v. Chr.) die Herrschaft in Herakleia Pontike an sich riss. So konnte Leukon I. die Stadt Theodosia erobern und benannte es vermutlich nach seiner griechischen Frau in Theodosia um.

#### Der Bürgerkrieg von 310–309 v.Chr.
310/309 v. Chr. kam es erneut zu einem großen Bürgerkrieg zwischen den Erben Paerisades’ I., eines Sohnes Leukons I. Der Thronanwärter Eumelos verbündete sich mit den Siraken unter ihrem Führer Aripharnes, einem zunehmend hellenisierten Sarmatenstamm und ehemaligen Verbündeten von Sindike. Dessen Bruder Satyros II. verbündete sich dagegen mit Skythen unter Meniskos und warb einige thrakische und griechische Söldner an. Am Fluss Thatis (evtl. der Fluss Kuban) trafen die beiden Kriegsparteien aufeinander, wobei Eumelos mit 42.000 Kriegern seinen Bruder Satyros II. angriff, der ihn mit 34.000 Soldaten besiegt haben soll.
Anschließend griff Satyros II. die Hauptstadt der Siraken in Siracene an, wobei er starb. Meniskos brachte den toten Körper seinem jüngeren Bruder Prytanis nach Gargaza, der sich daraufhin nach Pantikapaion begab, um sich zum König zu erklären. Währenddessen nahmen Eumelos und Aripharnes die Stadt Gargaza ein. Im Winter 309 v. Chr. brach Prytanis I. von Pantikapaion aus auf und stellte seinen Bruder Eumelos am See Maeotis (Asowsches Meer). Er wurde jedoch schnell in die Enge des Isthmus getrieben und fiel. Eumelos wurde König und von den griechischen Historikern als König der Kimmerer bezeichnet. Vermutlich bezogen sie sich dabei auf den Kimmrischen Bosborus und nicht auf den Stamm der Kimmerer. Damit erlahmte das Interesse der Griechen an der Region, wobei sicher die Diadochenkriege eine Rolle spielten.
Überliefert wurden Teile des Krieges durch Hellanikos von Lesbos, Strabon, Demosthenes, Memnon von Herakleia und Polyainos sowie Diodorus Siculus, die vermutlich die Hauptquellen waren. Das Werk des Memnon von Heraclea ist verloren gegangen und nur späteren Autoren grob bekannt. Am Ende des 3. Jahrhunderts v. Chr. versiegten die griechischen Quellen zunehmend, bis die Römer auf den Plan traten. Diese zeigten besonderes Interesse an den reiterlichen Fähigkeiten und der Panzerung der Sarmaten.

#### Lebensbedingungen und Wirtschaft
Die Hauptbeschäftigung der nichtgriechischen Bevölkerung war der Ackerbau, die Tierzucht, kostbare Felle und die Fischerei. Die bosporanischen Städte waren wichtige Produktionszentren von berühmten, künstlerisch hergestellten Gefäßen aus Ton und Metall. Ganz hervorragend sind auch die Erzeugnisse der bosporanischen Ziseleure, Juweliere und Toreuten. Vermutlich wurde hier ein Teil des sogenannten Goldes der Skythen von griechischen Handwerkern angefertigt. Diese Städte betrieben einen lebhaften Handel mit Athen und mit anderen Städten Griechenlands. Die Hauptposten in der bosporanischen Ausfuhr nach Athen bildeten unter anderem Zerealien, Salzfische, Pökelfleisch, Sklaven. Aus Athen bezogen die bosporanischen Städte unter anderem Stoffe, Olivenöl, Wein, Gefäße, Luxusgegenstände, Hausgeräte, Werkzeuge und Waffen, Bücher, Arzneimittel.
Die Kunst der Maioten wirkt sehr mächtig und zeigt die Einflüsse des Kaukasus-Gebietes, während die Kunst in Sindike ab dem 2. Jahrhundert v. Chr. zunehmend Verbindungen zum baktrischen Gold offenbart. Beides verband sich im Bosporanischen Reich mit dem griechischen Stil und prägte noch viele Jahrhunderte den sarmatischen und gotischen Stil.

### Niedergang und Herrschaft der Pontier

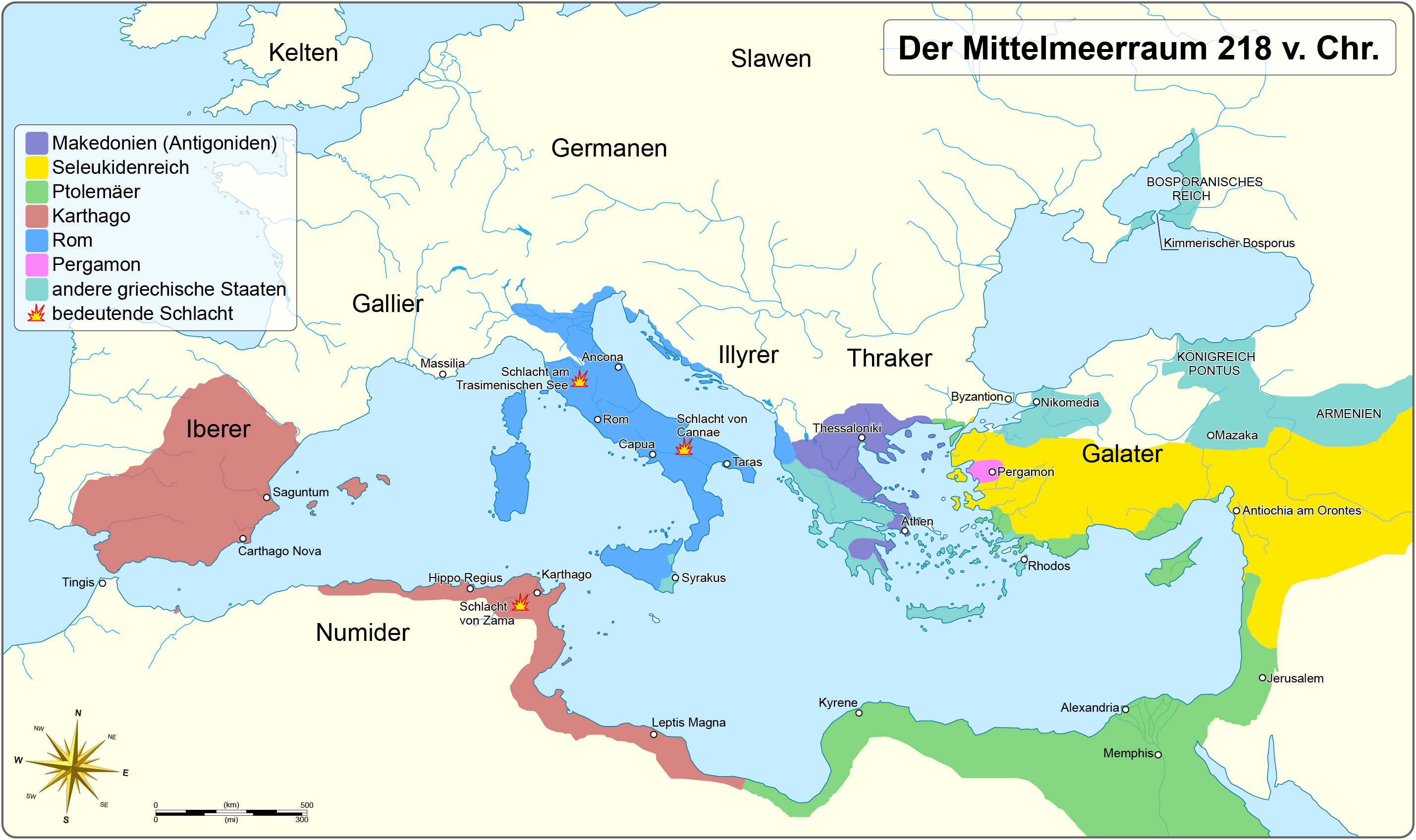
Der Mittelmeerraum 218 v. Chr.

In der zweiten Hälfte des 3. Jahrhunderts v. Chr. begann die wirtschaftliche Schwächung des Bosporanischen Reiches, was sich auch auf die militärische Stärke des Reiches ungünstig auswirkte. Der Kampf gegen die Nomadenüberfälle wurde schwierig. Die Skythengefahr wurde für das Bestehen des Reiches so groß, dass Pairisades V. (ca. 125–108 v. Chr.) auf seinen Thron verzichtete und die Macht Mithridates VI. von Pontus anbot. Diese Kapitulationspolitik der letzten Spartokiden rief einen Aufstand in den niedrigen Volksschichten hervor, worunter auch zahlreiche Sklaven waren, die mit den Skythen gemeinsame Sache machten. An der Spitze dieser Volksbewegung stand die skythische Bevölkerung von Pantikapaion unter Führung des Sklaven Saumakos (Sawmak). Pairisades wurde von den Aufständischen getötet. Der Aufstand wurde schließlich von den Truppen des Mithridates niedergeschlagen, wobei der Bosporanische Staat in das Pontische Reich einverleibt wurde.

### Vasall Roms

Das Römische Reich 117 n. Chr.

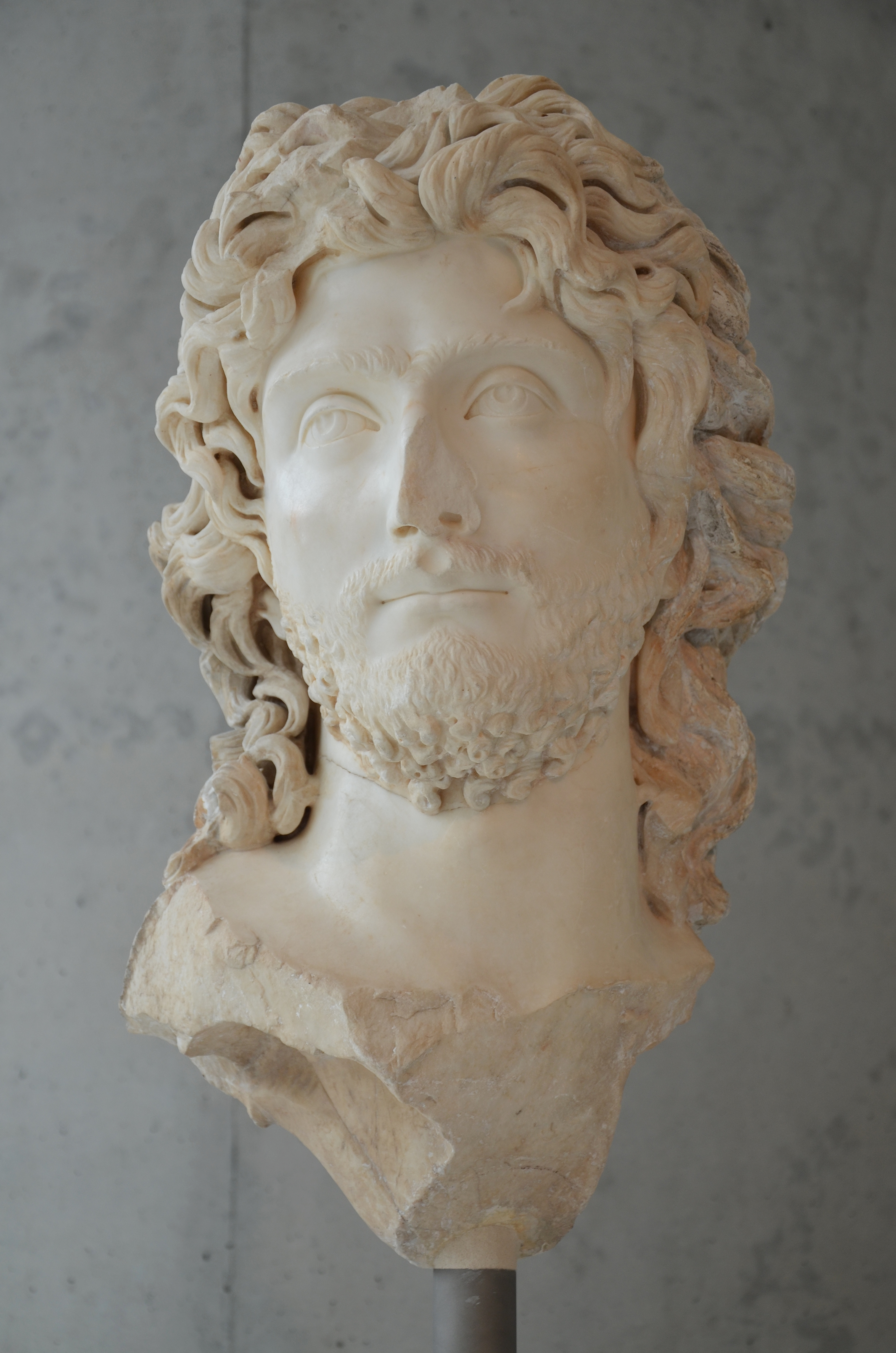
Sauromates II., Bosporanischer König 175–211

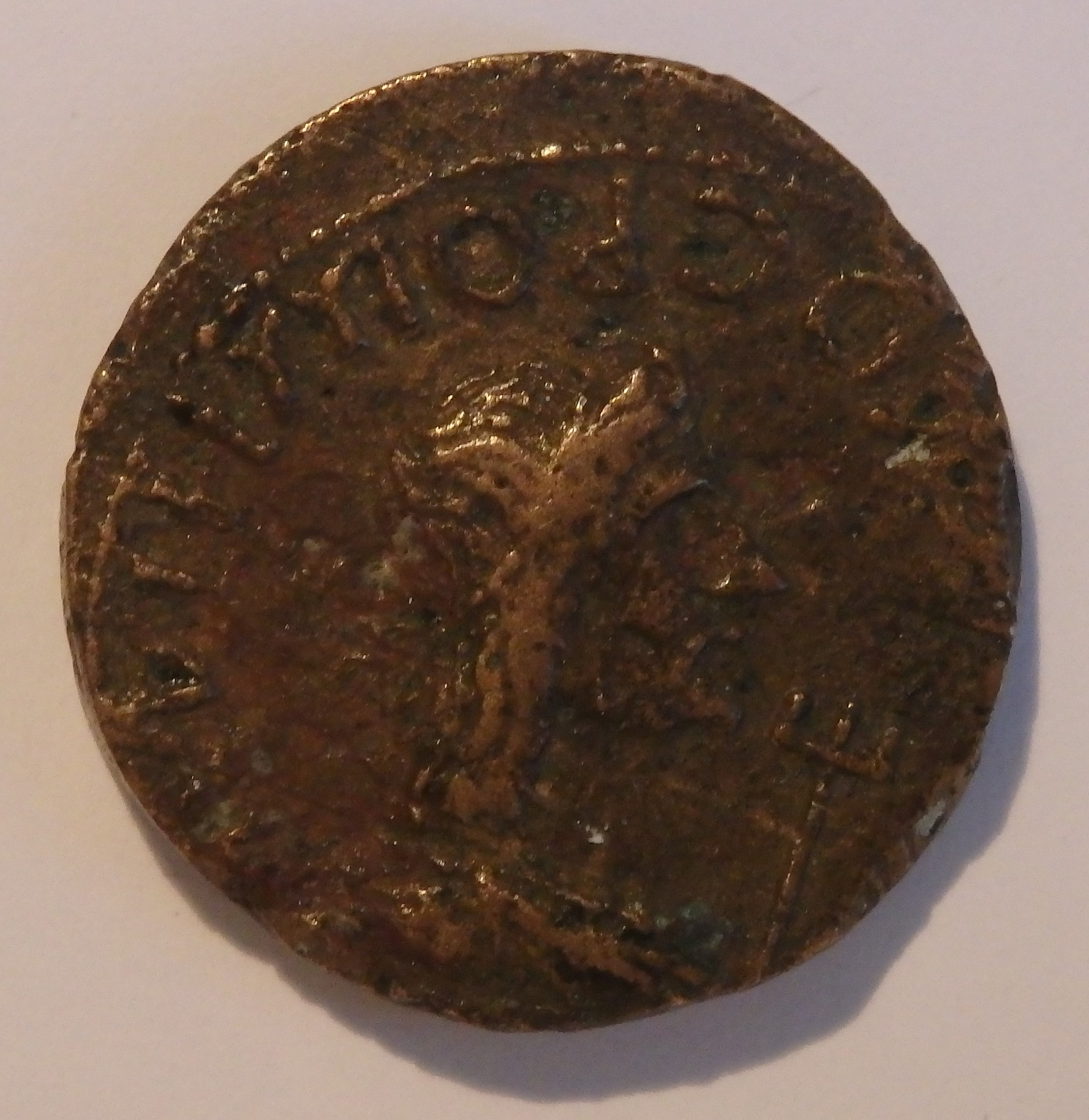
Tiberius Julius Rhoimetalkes auf einer Bronzedrachme

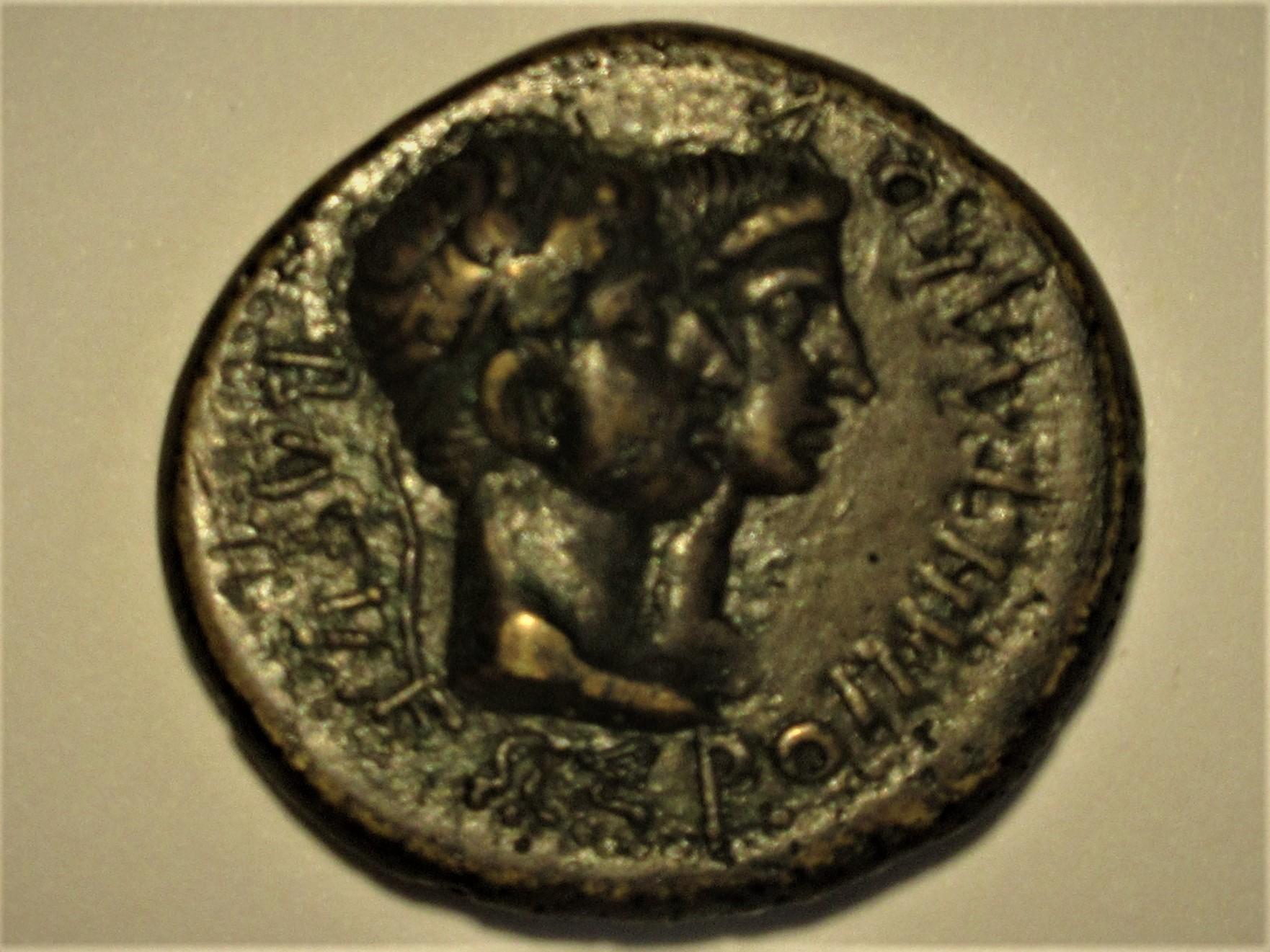
Rhoimetalkes I. und seine Ehefrau Phytodoris auf einer Bronzemünze

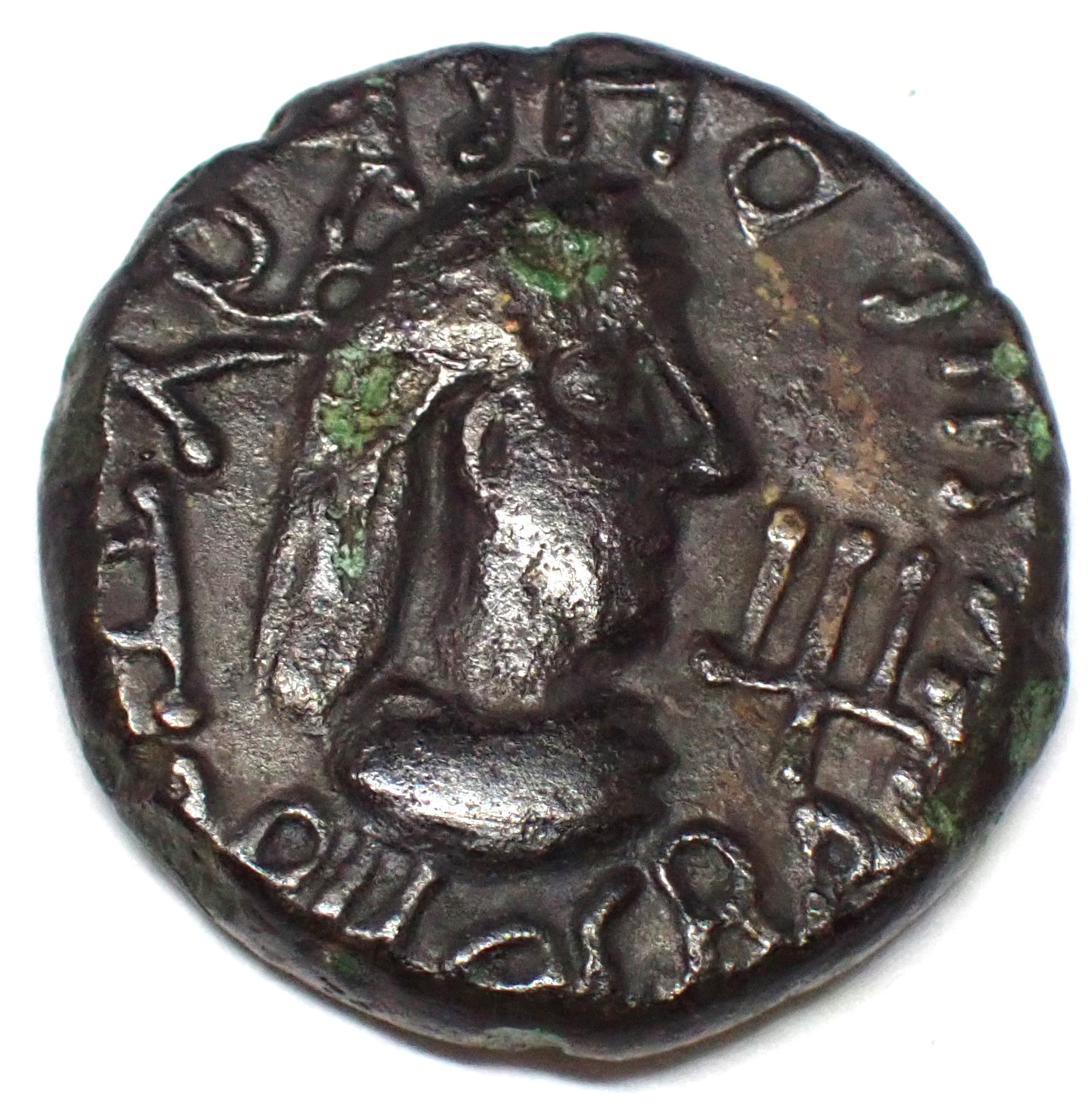
Rheskouporis V. auf einem Bronzestater

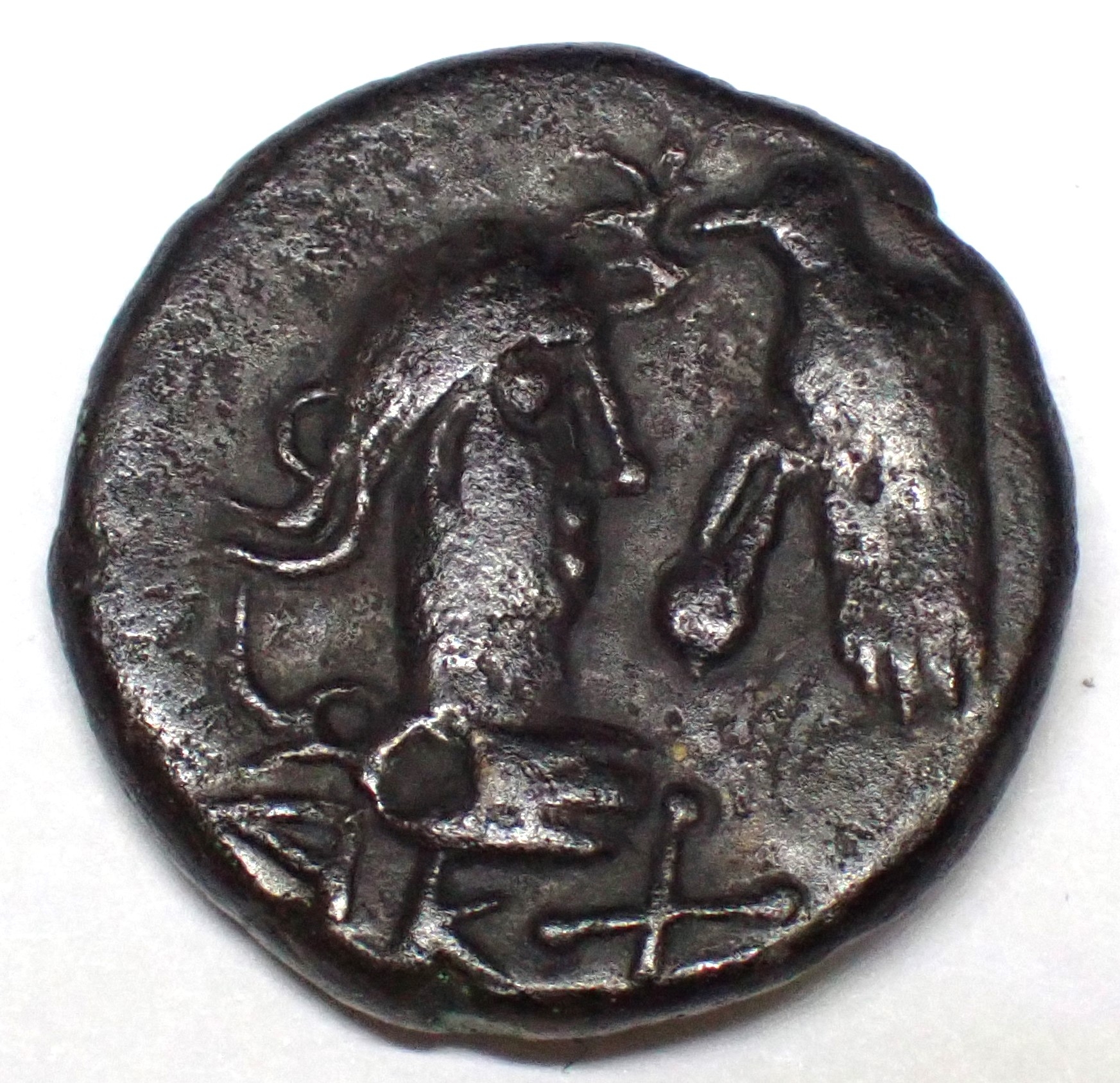
Rückseite des Bronzestaters von Rheskouporis V.

Als der Macht Mithridates’ VI. im Jahr 63 v. Chr. von den Römern ein Ende gesetzt wurde, geriet das Reich in Abhängigkeit vom Römischen Reich. Die neue Blüte des Reiches erfolgte erst im 2. und 3. Jahrhundert n. Chr. Dieser wirtschaftliche Aufschwung steht im Zusammenhang mit der Stärkung der Handelsbeziehungen zu Kleinasien und den skythischen Stämmen.
Mit dem Tod des Sauromates II. (210/11), der über die Skythen und Sarmaten gesiegt hatte, begann aber der endgültige Niedergang des Reiches. Gefährlich wurden ihm vor allem die Plünderungszüge germanischer Stämme wie der Goten. Während der Zeit der Reichskrise des 3. Jahrhunderts nutzten Angreifer (wie die Goten und die Boraner) zudem die Schiffe des Bosporanischen Reichs für Einfälle in das Römische Reich. Trotzdem existierte das Bosporanische Reich noch Anfang des 4. Jahrhunderts und unterhielt sogar weiterhin Beziehungen zu Rom, dessen Protektorat von den bosporanischen Königen weiterhin anerkannt wurde. Ein unübersehbares Anzeichen des wirtschaftlichen Zusammenbruchs des Reiches war dann die in den 330er bis 340er Jahren unter König Rheskouporis V. erfolgte Einstellung der Münzprägung, die der Bosporus neunhundert Jahre lang fast ohne Unterbrechung durchgeführt hatte.
Anscheinend überstand das Bosporanische Reich aber nicht nur den Einbruch der Goten, sondern auch den Hunnensturm. Dies ergibt sich aus einer Inschrift eines Königs namens Douptounos, der bereits Christ war und wohl im 5. Jahrhundert regierte. Im 6. Jahrhundert kamen die nicht von den Goten besiedelten Teile der Krim unter direkte byzantinische Herrschaft. Ein Königtum bestand zu diesem Zeitpunkt nicht mehr.

## Liste der Herrscher des Bosporanischen Reiches
| Name | Jahr                              |
| --- | --------------------------------- |
| Dynastie der Spartokiden |                                   |
| Spartokos I. | 438/7–433/2                       |
| Satyros I. | 433/2–389/8                       |
| Seleukos I. | 433/2–393/2                       |
| Leukon I. | 389/8–349/8                       |
| Gorgippos | in Gorgippia                      |
| Pairisades I. | 349/8–311/10                      |
| Spartokos II. | 349/8–344/3                       |
| Apollonios | 349/8–ca. 345                     |
| Satyros II. | 311/10–310/09                     |
| Prytanis | 310/09                            |
| Eumelos | 310/09–304/3                      |
| Spartokos III. | 304/3–284/3                       |
| Seleukos II. | 304/3–?                           |
| Pairisades II. | 284/3–ca. 245                     |
| Satyros III. | 284/3–?                           |
| Spartokos IV. | ca. 245–ca. 240                   |
| Leukon II. | ca. 240–ca. 220                   |
| Hygiainon | ca. 220–ca. 200                   |
| Spartokos V. | ca. 200–ca. 180                   |
| Kamasarye Philoteknos (Regentin) | ca. 180–ca. 160                   |
| Pairisades III. | ca. 180–ca. 150                   |
| Pairisades IV. Philometor | ca. 150–ca. 125                   |
| Pairisades V. | ca. 125–ca. 108                   |
| Herrscher aus verschiedenen Häusern |                                   |
| Saumakos | ca. 108–107                       |
| Mithradates I. Eupator | ca. 108–63                        |
| Pharnakes II. | 63–47                             |
| Mithradates II. | 47–46                             |
| Asandros | ca. 47–16                         |
| Dynamis | ca. 21/20 v. Chr.–ca. 7/8 n. Chr. |
| Scribonius | ca. 16/5                          |
| Polemon I. Eusebes | ca. 15/4–ca. 8                    |
| Aspourgos Philorhomaios | ca. 14/5–37/8                     |
| Gepaipyris | 37/8–38/9                         |
| Polemon II. | 37/38–41                          |
| Dynastie der Aspurgiden |                                   |
| Die Könige trugen seit Aspourgos, nachdem er von Kaiser Tiberius den Königstitel und das römische Bürgerrecht erhalten hatte, die Namen Tiberios Ioulios. |                                   |
| Mithradates III. | 39/40–44/5                        |
| Kotys I. | 45/6–68/9                         |
| Eunike (Mitregentin) | 45/6–68/9                         |
| Rheskouporis I. | 68/9–93/4                         |
| Sauromates I. | 93/4–123/4                        |
| Kotys II. | 123/4–132/3                       |
| Rhoimetalkes | 132/3–153/4                       |
| Eupator | 154/5–170/1                       |
| Sauromates II. | 174/5–210/1                       |
| Rheskouporis II. | 211/2–226/7                       |
| Kotys III. | 227/8–233/4                       |
| Sauromates III. | 229/30–231/2                      |
| Rheskouporis III. | 233/4–234/5                       |
| Ininthimeus | 234/5–238/9                       |
| Rheskouporis IV. | 242/3–275/6                       |
| Pharsanzes | 253/4–254/5                       |
| Sauromates IV. | 275/6                             |
| Teiranes | 275/6–278/9                       |
| Chedosbios (?) | 279/80–285/6 (?)                  |
| Thothorses | 285/6–308/9                       |
| Rhadamsadios | 309/10–322/3                      |
| Rheskouporis V. | 324/5–341/3                       |
| Douptounos oder Doiptounos | 5. oder 6. Jahrhundert            |